# St. Sebastian (Püttlingen)

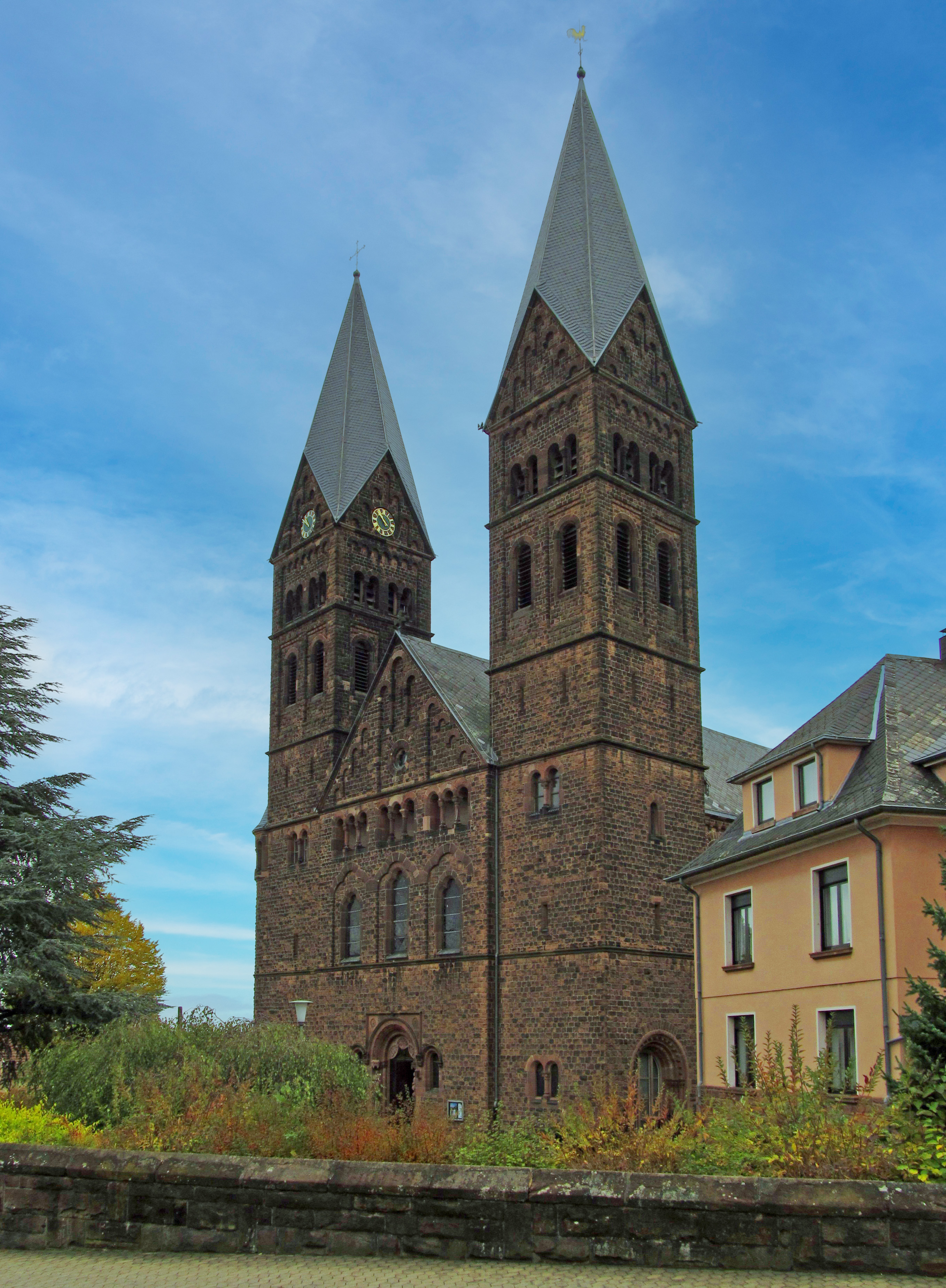
Die Pfarrkirche St. Sebastian in Püttlingen

Die Kirche St. Sebastian ist eine katholische Pfarrkirche in der saarländischen Stadt Püttlingen, Regionalverband Saarbrücken. Das Gotteshaus wird auch „Köllertaler Dom“ genannt. Kirchenpatron ist der heilige Sebastian. In der Denkmalliste des Saarlandes ist die Kirche als Einzeldenkmal aufgeführt.

## Geschichte

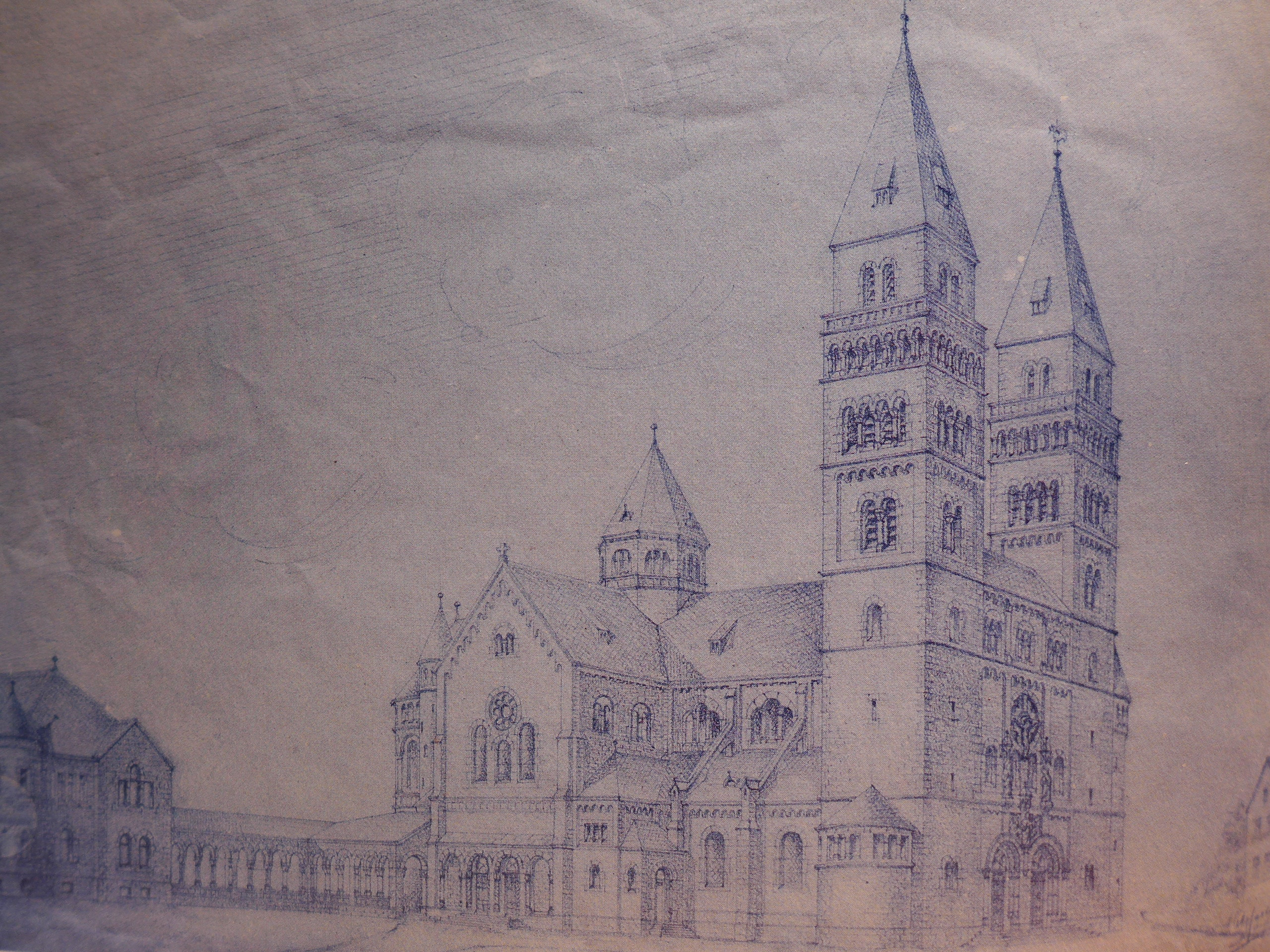
Wilhelm Hector: Unausgeführte Entwurfszeichnung für den Neubau des Saardomes, 1906 (Pfarrarchiv Hl. Sakrament, Dillingen/Saar)

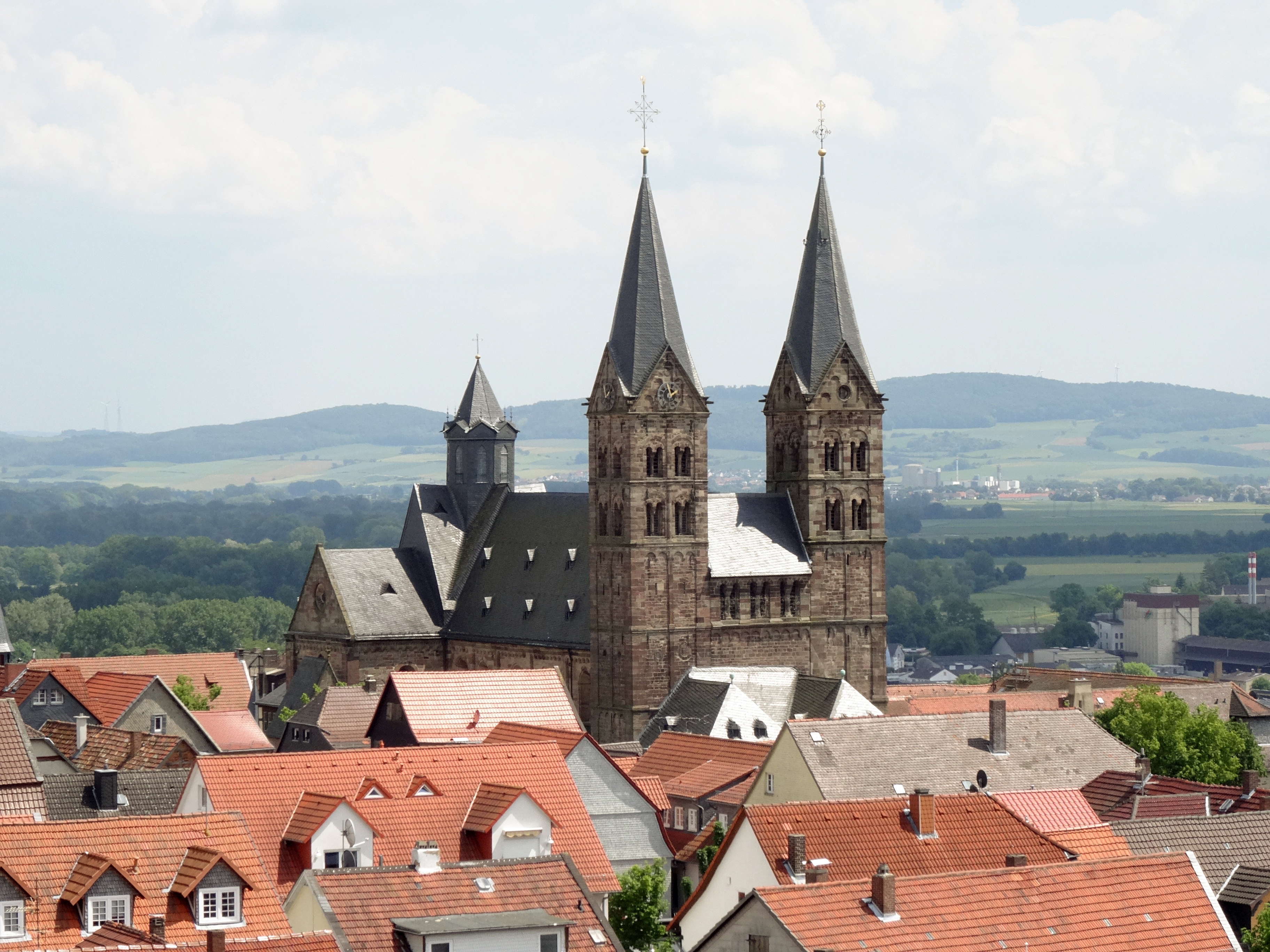
Dom zu Fritzlar

Vorgängerbau der heutigen Kirche war eine 1826 errichtete Saalkirche. In den 1860er Jahren fertigte Kreisbaumeister Carl Friedrich Müller (Saarlouis) eine Planskizze für einen Neubau an. In der noch bestehenden Pfarrkirche wurde im Rahmen einer Umbau- und Restaurierungsmaßnahme 1873 eine Empore erbaut.
In den Jahren 1907 bis 1909 wurde schließlich nach den Plänen des aus Roden stammenden Architekten Wilhelm Hector (Saarbrücken-St. Johann) das heutige Kirchengebäude errichtet. Bereits im Jahr 1906 hatte Hector einen Architekturentwurf für den Neubau des Dillinger Saardomes eingereicht, der Ähnlichkeiten mit dem Püttlinger Bau aufweist, aber in Dillingen nicht zur Ausführung gelangte. Noch stärkere Ähnlichkeit weist St. Sebastian mit der von Carl Schäfer in den 1870er Jahren neugestalteten Doppelturmfassade des Fritzlarer Domes auf.
Von 1979 bis 1984 wurde die Püttlinger Kirche einer Restaurierung unter Leitung des Architekten Elmar Kraemer (Saarbrücken) unterzogen. In den Jahren 1993/1994 erfolgte die Restaurierung der beiden Türme.

Am 19. Dezember 2004 fand die Aufzeichnung zur ZDF-Sendung Weihnachten mit dem Bundespräsidenten mit Horst Köhler statt. Im Jahr 2008 erfolgte eine erneute Restaurierung des Kirchenbaus.

## Architektur und Ausstattung

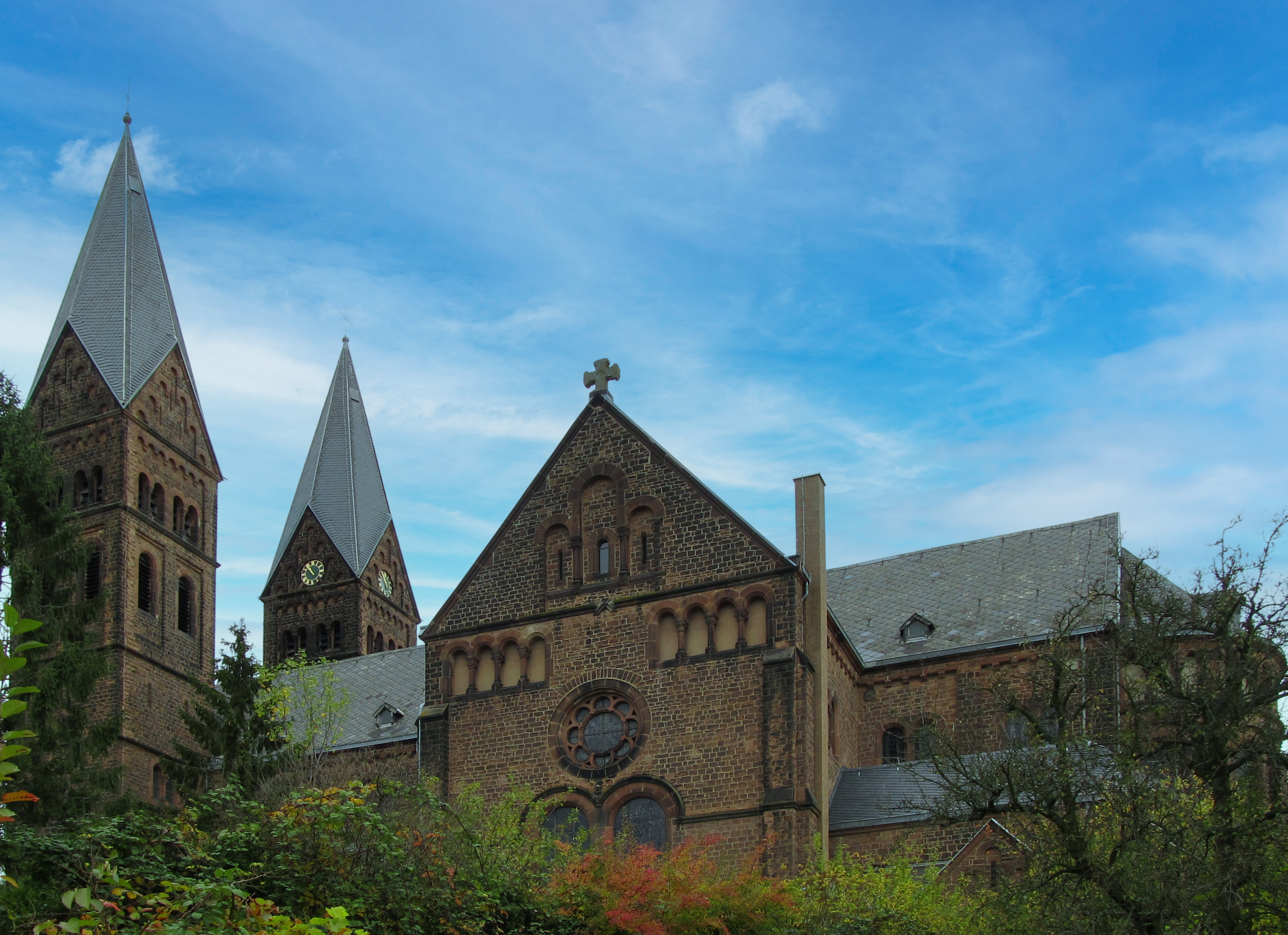
Seitenansicht

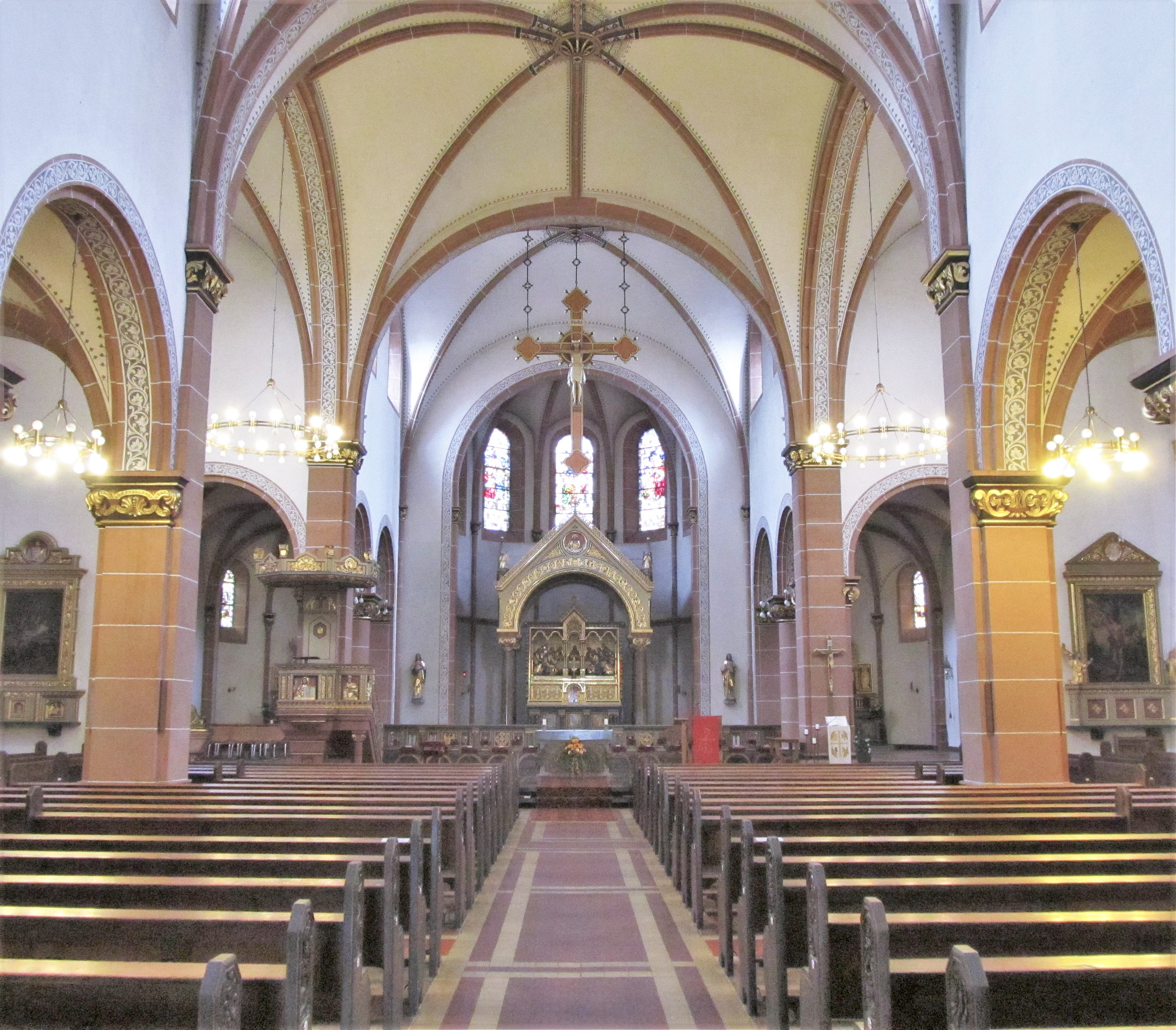
Blick ins Innere der Kirche

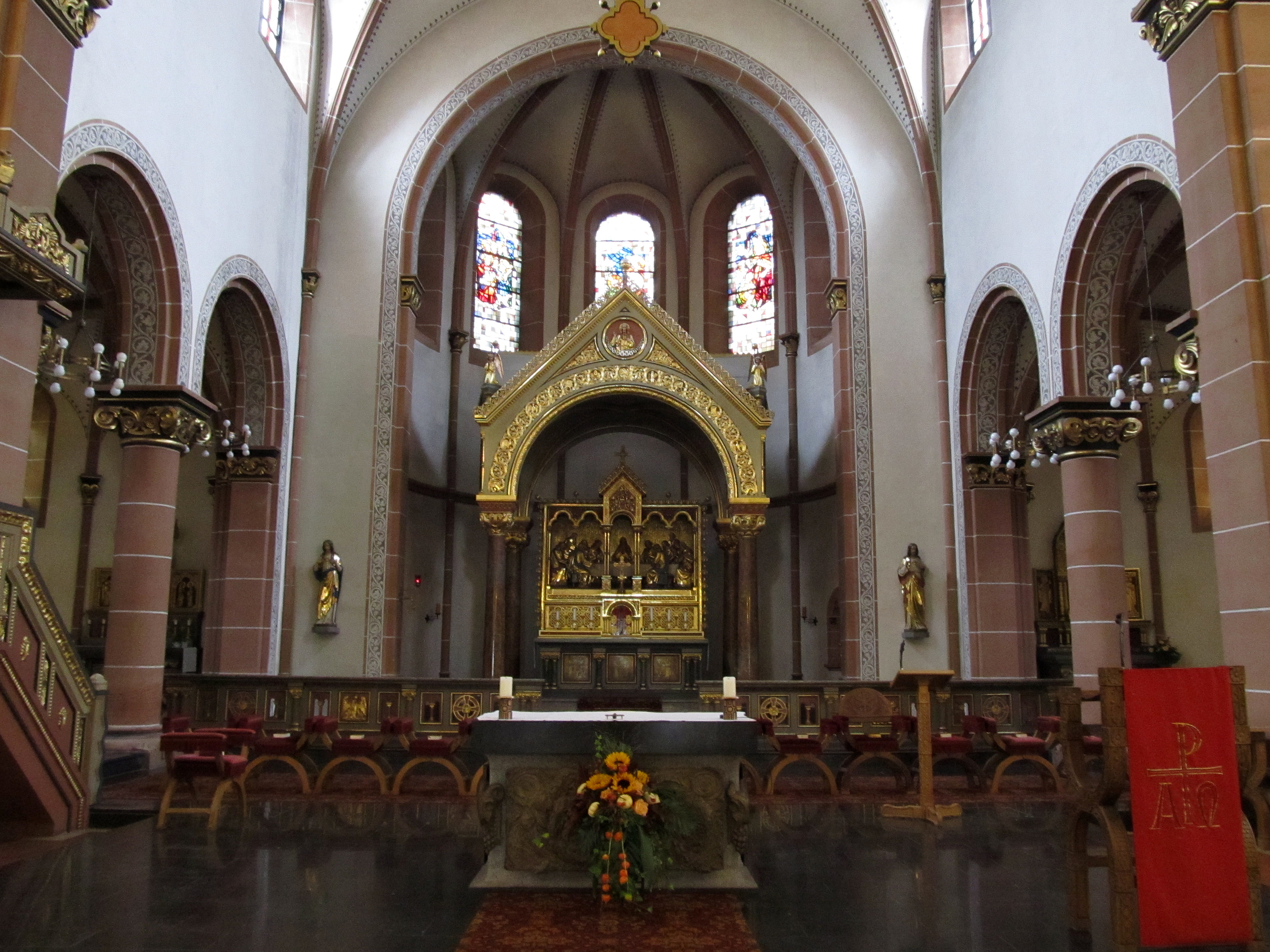
Altarraum

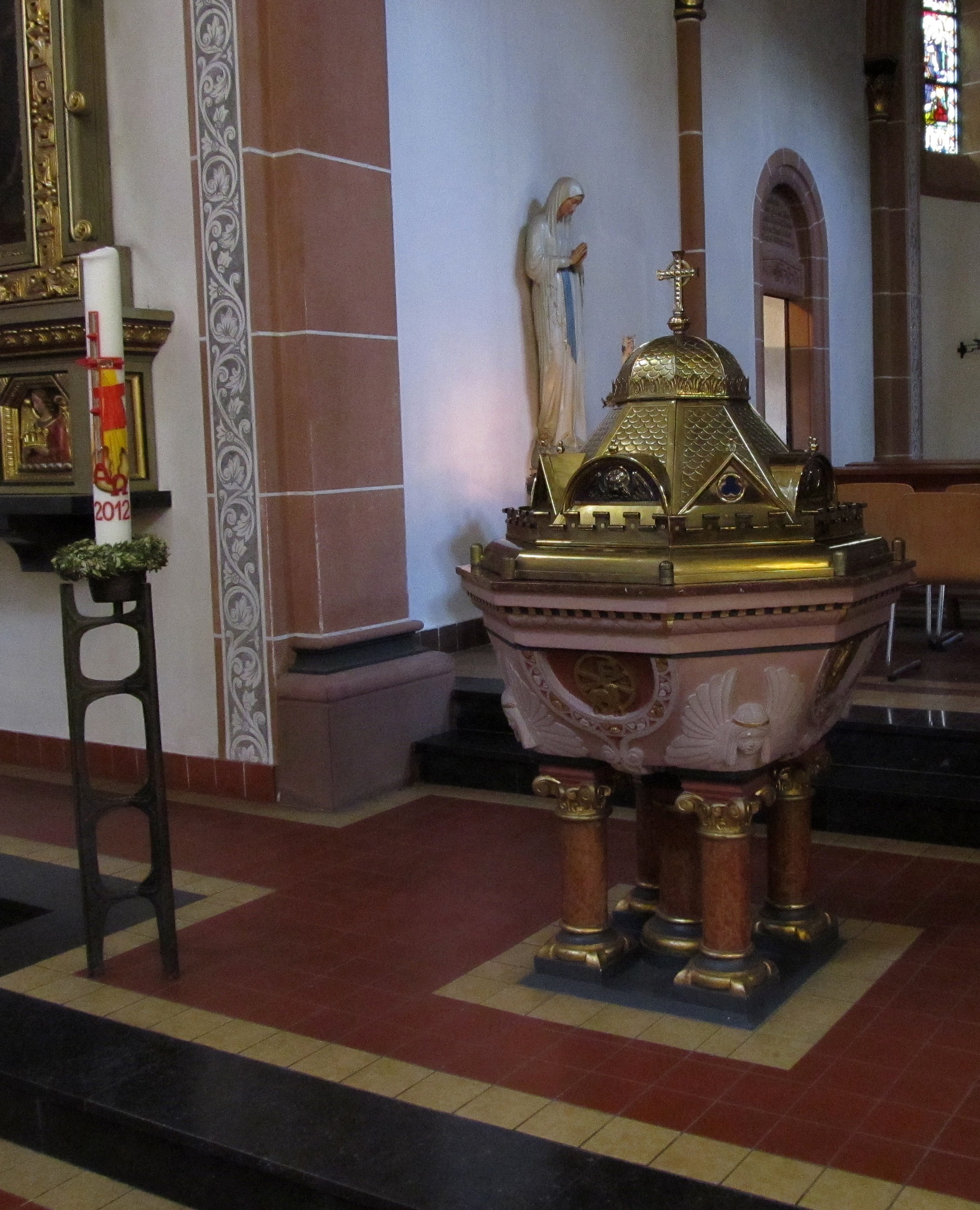
Taufbecken

Das Kirchengebäude wurde von Architekt Wilhelm Hector im neuromanischen Stil errichtet, der sich die Abteikirche Maria Laach in der Eifel zum Vorbild nahm. Erbaut wurde eine dreischiffige Pfeilerbasilika, unterteilt in drei Joche mit einem das Langhaus nur wenig überragenden Querschiff. Vierung und Gewölbefelder des Mittelschiffes sind quadratisch angelegt, wobei ein Feld des Mittelschiffes zwei Jochen der Seitenschiffe entspricht. Die Pfeiler sind nach dem „Echternacher System“ gebaut, was bedeutet, dass die größeren Bögen, die von Pfeiler zu Pfeiler gespannt sind, nochmals durch kleinere Doppelbögen unterteilt sind, die auf Säulen ruhen. Der Chor im Osten ist in drei Abschnitte unterteilt, die jeweils in Apsiden enden. Im Westen besitzt das Kirchengebäude eine Doppelturmfassade.
Bemerkenswert im Inneren der Kirche ist der ehedem als Hochaltar fungierende neoromanische Baldachinaltar, der von den Bildhauern Karl Frank (Trier) und Wilhelm Dreiser (Bitburg) geschaffen wurde. Er ist einer der wenigen Baldachinaltäre dieser Stilrichtung im Bistum Trier, und bis auf Einzelheiten eine fast genaue Nachbildung (allerdings ohne Kuppel) des 1897 von Kaiser Wilhelm II. gestifteten Baldachins über dem Sakramentsaltar in der Abteikirche Maria Laach.
Von Holzschnitzer und Heimatforscher Willibald Meyer (Püttlingen) stammt der hölzerne Ambo der 1984 geschaffen wurde. Der neue Opferaltar wurde ebenfalls 1984 geschaffen und stammt von der Firma Göllner (Saarbrücken). Das über dem Altar hängende große Altarkreuz ist als Kleeblattkreuz gefertigt und zeigt den triumphierenden Christus mit Königskrone, der Kreuzigungsdarstellungen der Romanik nachempfunden ist. Eine verkleinerte Nachbildung des Altarkreuzes ist das Kreuz des Hochaltars, das als Standkreuz in Gold gehalten ist.
Das Taufbecken der Kirche ist mit Ornamenten und Symbolen versehen und ruht auf vier kleinen Säulen aus rotem Marmor. Alle Darstellungen auf der Wanne des Taufbeckens nehmen alle Bezug auf die Taufe und zeigen das Christusmonogramm mit einem Lamm, die Hand Gottes, den Heiligen Geist in Gestalt der Taube und Fische nach dem Fang. Der ganz in Messing getriebene Deckel des Beckens mit den Symbolfiguren der vier Evangelisten zeigt eine reiche Verzierung und ist mit Gold überzogen. Von dem Künstler, der das Taufbecken schuf, stammt auch die Kommunionbank.
Zu den Ausstattungsgegenständen der Kirche gehören auch zahlreiche Heiligenfiguren. Im Chorraum der Kirche befindet sich eine Herz Jesu Figur und eine Herz Mariä Figur. Im Kirchenschiff befinden sich Figuren, die zum Teil noch aus der alten Kirche stammen, so die Statue des heilgen Josef, des heiligen Petrus und des heiligen Franziskus. Weitere Figuren sind die der heiligen Elisabeth, der heiligen Anna mit dem Kinde, der heiligen Barbara sowie der heiligen Theresia vom Kinde Jesu.
Weitere Teile der Ausstattung sind ein Relief des ersten deutschen Redemptoristen, dem heiligen Clemens Maria Hofbauer, das an das Kloster Heilig Kreuz der Redemptoristinnen in Püttlingen erinnert, die Ikone der Immerwährenden Hilfe und die Statue des heiligen Antonius mit dem Jesuskind unter der Empore, wo auch eine Erinnerungstafel des in Püttlingen geborenen Josef Clemens Kardinal Maurer angebracht ist.
Zur Kirche gehört auch eine Kriegergedächtniskapelle, in der sich eine 1910 geschaffene Pietà befindet. Das 1959 geschaffene Fenster der Kapelle zeigt den auferstandenen Christus in der Ostersonne.
Künstler, die an der Ausgestaltung der Kirche beteiligt waren, sind Felix Baumhauer (München), der 1953 vier neue Fenster entwarf, die von der Hofkunstanstalt Mayer (München) ausgeführt wurden, Maler und Bildhauer Ernst Alt (Saarbrücken), der zwischen 1991 und 1992 vier in Köln gegossene Altarantependien aus Bronze, eine Pietà, zwei Reliefs und vier bronzene Bukranien schuf, sowie Bildhauer Konrad Schmitt (Trier) von dem die 2004 geschaffenen Figuren St. Michael und St. Sebastian auf Podesten links und rechts neben dem Hauptportal stammen.
Zur sakralen Kunst der Kirche gehören die barocken Altarblätter des Querhauses mit Darstellungen des Martyriums des heiligen Sebastian und des heiligen Vitus, sowie eine sitzende Madonna aus dem 14. Jahrhundert.

## Orgel

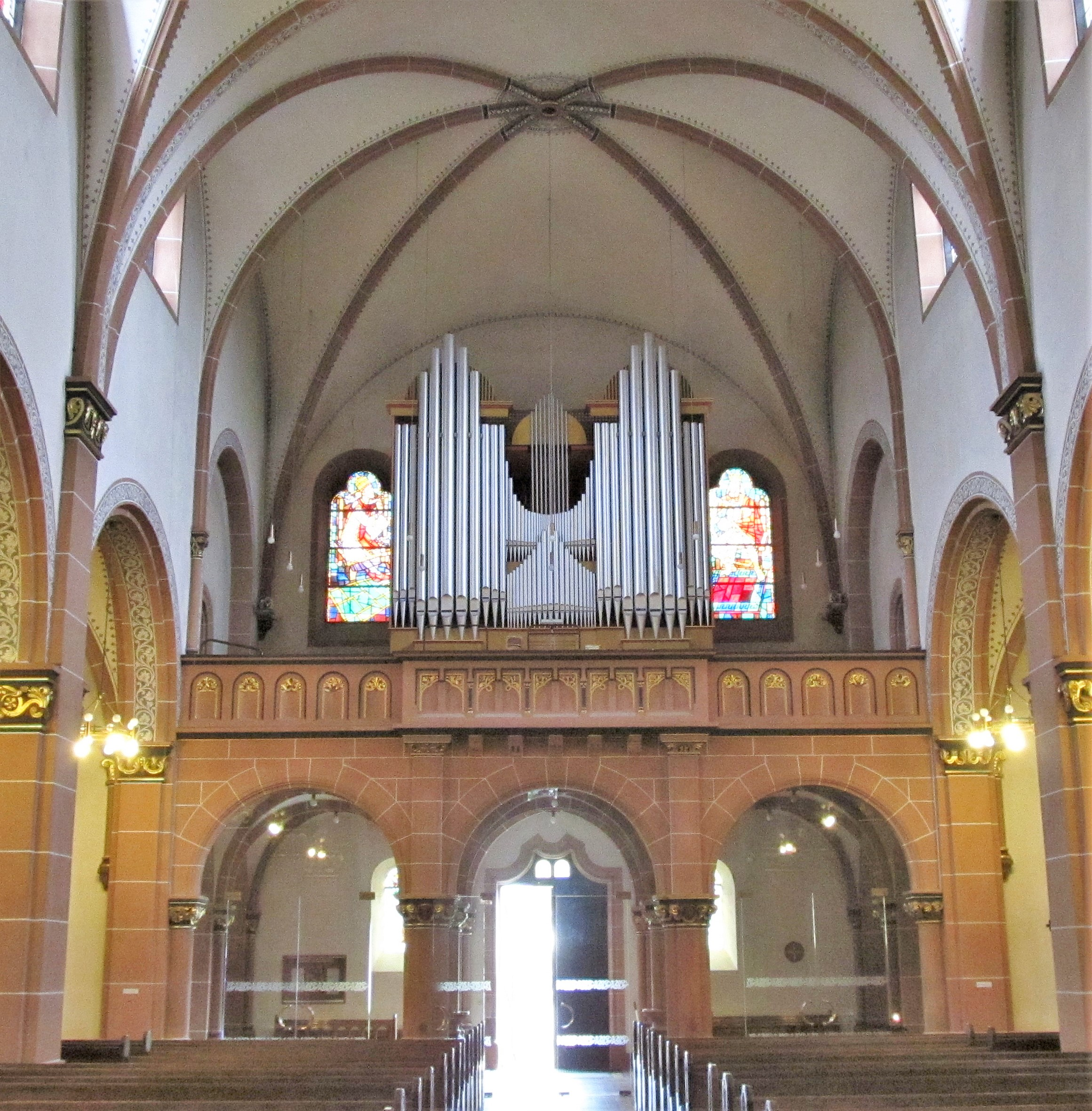
Blick vom Altarraum in Richtung Empore mit Orgelprospekt

Die Orgel der Kirche wurde 1973 von Hugo Mayer Orgelbau unter Verwendung einiger Register der Vorgängerorgel von Julius Reimsbach aus dem Jahr 1936 erbaut. 2004 fand eine Umgestaltung des Prospektes ebenfalls durch Mayer statt. Die Orgel besitzt folgende Disposition.
| I Hauptwerk |            |       |
| 1.          | Bourdon    | 16′   |
| 2.          | Principal  | 8′    |
| 3.          | Flöte      | 8′    |
| 4.          | Oktav      | 4′    |
| 5.          | Rohrflöte  | 4′    |
| 6.          | Quinte     | 2 ⁄3′ |
| 7.          | Oktav      | 2′    |
| 8.          | Mixtur 4f. | 1 ⁄3′ |
| 9.          | Cymbal 4f. | 2⁄3′  |
| 10.         | Trompete   | 8′    |

| II Schwellwerk |                       |       |
| 11.            | Gedeckt               | 8′    |
| 12.            | Salicional            | 8′    |
| 13.            | Praestant             | 4′    |
| 14.            | Flöte                 | 4′    |
| 15.            | Sesquealter 2f.       |       |
| 16.            | Salizet               | 2′    |
| 17.            | Quinte                | 1 ⁄3′ |
| 18.            | Kornett 4f.           |       |
| 19.            | Scharf 4f.            | 1′    |
| 20.            | Bombarde              | 16′   |
| 21.            | Schalmey              | 8′    |
| 22.            | Tuba                  | 4′    |
|                | Tremolo (verstellbar) |       |

| Pedal |               |       |
| 23.   | Prinzipalbass | 16′   |
| 24.   | Subbass       | 16′   |
| 25.   | Oktave        | 8′    |
| 26.   | Gedeckt       | 8′    |
| 27.   | Choralbass    | 4′    |
| 28.   | Prinzipal     | 2′    |
| 29.   | Mixtur 4f.    | 2 ⁄3′ |
| 30.   | Posaune       | 16′   |
| 31.   | Bombarde      | 8′    |

- Koppeln: II/I, II/I (Sub), II/II (Sub), II/II (Super), I/P, II/P
- Spielhilfen: 2 Freie Kombinationen, Zungeneinzelabsteller, Crescendowalze

## Glocken
Nach dem Bau der Kirche mussten die Glocken zweimal zu Kriegszwecken abgegeben werden. Das erste Mal 1917, wobei die kleinste Glocke jeweils nicht abgegeben werden musste, und 1942, nachdem 1922 ein neues Geläut angeschafft wurde. Im März 1950 konnten bei der Glockengießerei Paccard in Annecy (Frankreich) vier neuen Glocken in Auftrag gegeben werden, die an Christi Himmelfahrt des gleichen Jahres feierlich geweiht wurden.
| Glocke | Name      | Schlagton | Gewicht | Inschrift |
| ------ | --------- | --------- | ------- | --- |
| 1      | Herz Jesu | h°        | 2700 kg | „Discite a me, quia mitis sum et humilis corde. In honorem Sui Cordis Jesu 1950“ (Lernet von mir, denn ich bin sanftmütig und demütig von Herzen. Zu Ehren des Herzens Jesu 1950)                        |
| 2      | Sebastian | d′        | 1600 kg | „In virtute Dei laetabitur justus. In honorem s. Sebastiani patroni parochiae anno 1950“ (Der Gerechte wird sich der Kraft Gottes erfreuen. Zu Ehren des hl. Sebastian, des Pfarrpatrons, im Jahre 1950) |
| 3      | Josef     | e′        | 1100 kg | „Ite ad Joseph. In honorem s. Sponsi B.M.V. 1950“ (Gehet zu Josef. Zu Ehren des hl Bräutigams der seligen Jungfrau Maria 1950)                                                                           |
| 4      | Maria     | fis′      | 800 kg  | „Ave Maria, gratia plena. In honorem Dei parae. 1950“ (Sei gegrüßt Maria, voll der Gnade. Zu Ehren der Mutter Gottes 1950)                                                                               |

Auf der Herz-Jesu-Glocke befindet sich noch folgende zusätzliche Inschrift: